# Bison Lake
Bison Lake är en sjö i Kanada.   Den ligger i provinsen Alberta, i den centrala delen av landet, 3 000 km väster om huvudstaden Ottawa. Bison Lake ligger 552 meter över havet. Arean är 39 kvadratkilometer. Den sträcker sig 15,0 kilometer i nord-sydlig riktning, och 7,6 kilometer i öst-västlig riktning.
Trakten runt Bison Lake är nära nog obefolkad, med mindre än två invånare per kvadratkilometer.